# AGA 6/16 PS Typ A
AGA:s första bilmodell, 6/16 PS Typ A, tillverkades mellan 1919 och 1921.